# Pierre-Désiré Guillemet
Pour les articles homonymes, voir Guillemet (homonymie).
Pierre-Désiré Guillemet, né à Lyon le 29 mars 1827 et mort à Constantinople le 29 avril 1878, est un peintre d'histoire français. Il adopte également un style orientaliste durant ses treize années passées à Constantinople dans l'Empire ottoman où il devient avec Osman Hamdi Bey l'un des fondateurs des premières écoles d'art de Turquie.

## Biographie
Élève à l'École des Beaux-Arts de Lyon de 1844 à 1847, Pierre-Désiré Guillemet étudie ensuite la peinture à Paris où il devient un élève du peintre Hippolyte Flandrin,,.
De 1857 à 1863, il expose régulièrement dans les salons parisiens des portraits et des peintures d'histoire, comme L'impératrice Eugénie, La victoire de Magenta annoncée au conseil de régence ou Le Martyre de sainte Blandine,,. Guillemet a également exécuté de 1856 à 1869 de nombreuses répliques des portraits de Napoléon III et de l'impératrice Eugénie destinées à être déposées dans des administrations publiques.
En 1860, il réalise avec Étienne-Antoine-Eugène Ronjat une copie du Radeau de la Méduse de Théodore Géricault, en raison de la détérioration de l'œuvre originale au fil du temps, la commande est faite par le responsable du Louvre, Émilien de Nieuwerkerke, destinée à être prêtée pour des expositions hors du musée.
De 1865 jusqu'à sa mort en 1878, Guillemet s'installe avec sa femme à Constantinople, où il devient le peintre du palais à la suite de l'appel du sultan Abdulaziz en mars 1865, qui lui demande de réaliser son portrait ; qui est exécuté en 1866.
En 1873, il expose avec sa femme les peintures de Cheker Ahmed Pacha, qui constitue la première exposition d'un peintre turc. L'année suivante, il ouvre une académie de dessin et de peinture sur la rue Hamalbaşi à Péra, quartier européen de Constantinople, devenant la première école d'art de ce genre créée dans la capitale ottomane. Avec sa femme, il donne des cours de dessin et de peinture occidentale en enseignant notamment l'aquarelle et le pastel.
En juin 1876, les élèves de son académie exposent pour la première fois leurs travaux. Son académie de dessin et de peinture devient vite reconnue par de nombreux artistes de l'époque et bénéficie du soutien personnel du sultan Abdulaziz qui autorise l'artiste à peindre des femmes de son harem.
En novembre 1877, Guillemet inaugure l'École d'art impériale (Mekteb-i Sanayi-i Chabane), dont il devient le directeur. Cela quelques années avant la création de l'École des Beaux-Arts (Sanayi-i Nefise Mektebi) par Osman Hamdi Bey en 1883.
Au cours de la guerre russo-turque de 1877-1878, Guillemet meurt de la typhoïde après l'avoir contracté en voulant aider les réfugiés et les blessés qui affluaient dans la capitale ottomane. Il est inhumé dans le cimetière catholique latin de Feriköy à Istanbul.

## Galerie

Œuvres de Pierre-Désiré Guillemet
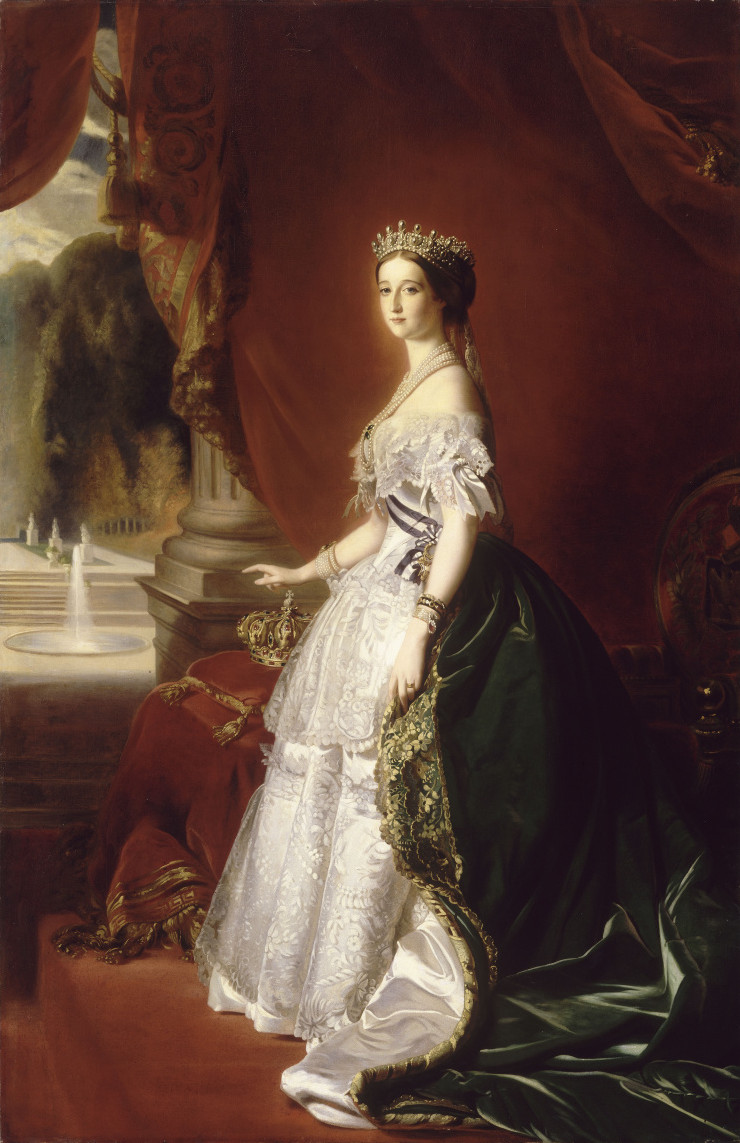
L'impératrice Eugénie (1826-1920) d'après Franz Xaver Winterhalter (1856-1857, huile sur toile, 242 × 158 cm, musée d'Orsay, Paris).
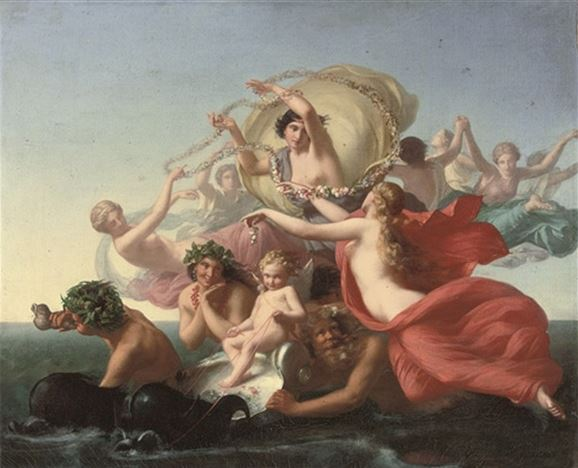
Le triomphe d'Amphitrite (1857, huile sur toile, 51,4 × 61,7 cm, coll. privée).
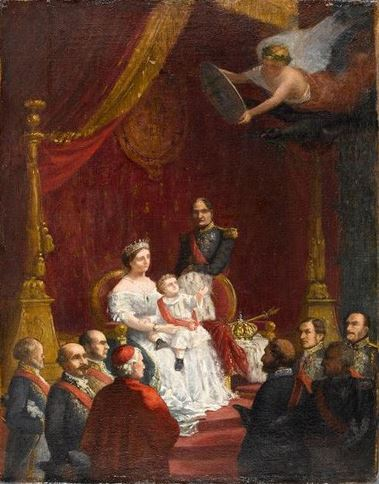
La victoire de Magenta annoncée au conseil de régence (1859, huile sur toile, 33,5 × 24,5 cm, palais de Compiègne).
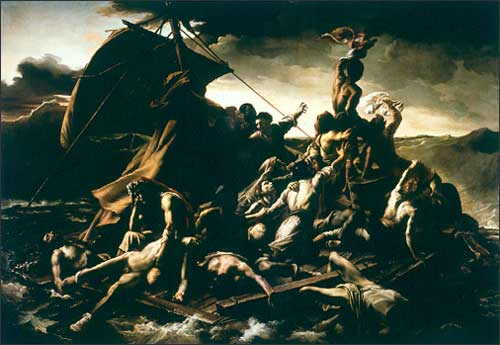
Le Radeau de La Méduse avec Étienne-Antoine-Eugène Ronjat, d'après Théodore Géricault (1859-1860, huile sur toile, 493 × 717 cm, musée de Picardie, Amiens).
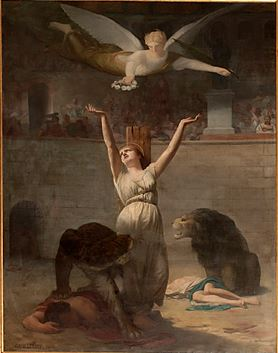
Le Martyre de sainte Blandine (1863, huile sur toile, 291 × 250 cm, Église Saint-Saturnin d'Argelès-Gazost).
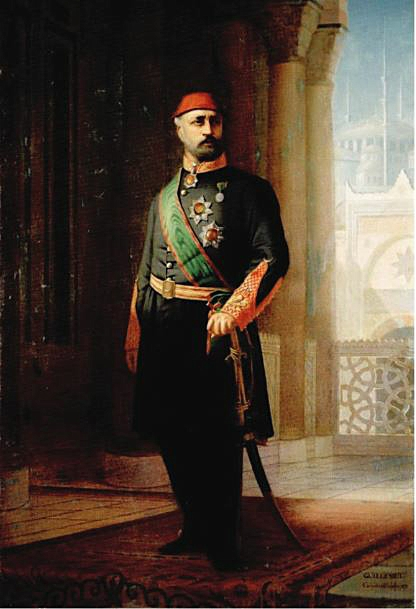
Portrait du sultan Abdulaziz (1861-1876) (1865-1866, huile sur toile, 241 × 156 cm, musée de l'Histoire de France, Versailles).